# Ormeau Baths Gallery
The Ormeau Baths Gallery (OBG) i Belfast, Nordirland, är ett av Irlands främsta centrum för modern konst. Museet har bland annat haft utställningar med konst av Yoko Ono, Gilbert & George, Victor Sloan, Bill Viola, Hans Peter Kuhn, Stan Douglas, David Byrne, Willie Doherty och Alastair MacLennan. Den totala utställningsytan är 1000 kvadratmeter, uppdelat i fyra gallerier. 
I april 2007 tillsattes en ny styrelse, ledd av professor Kerstin Mey, University of Ulster.